# Anillo de Claddagh

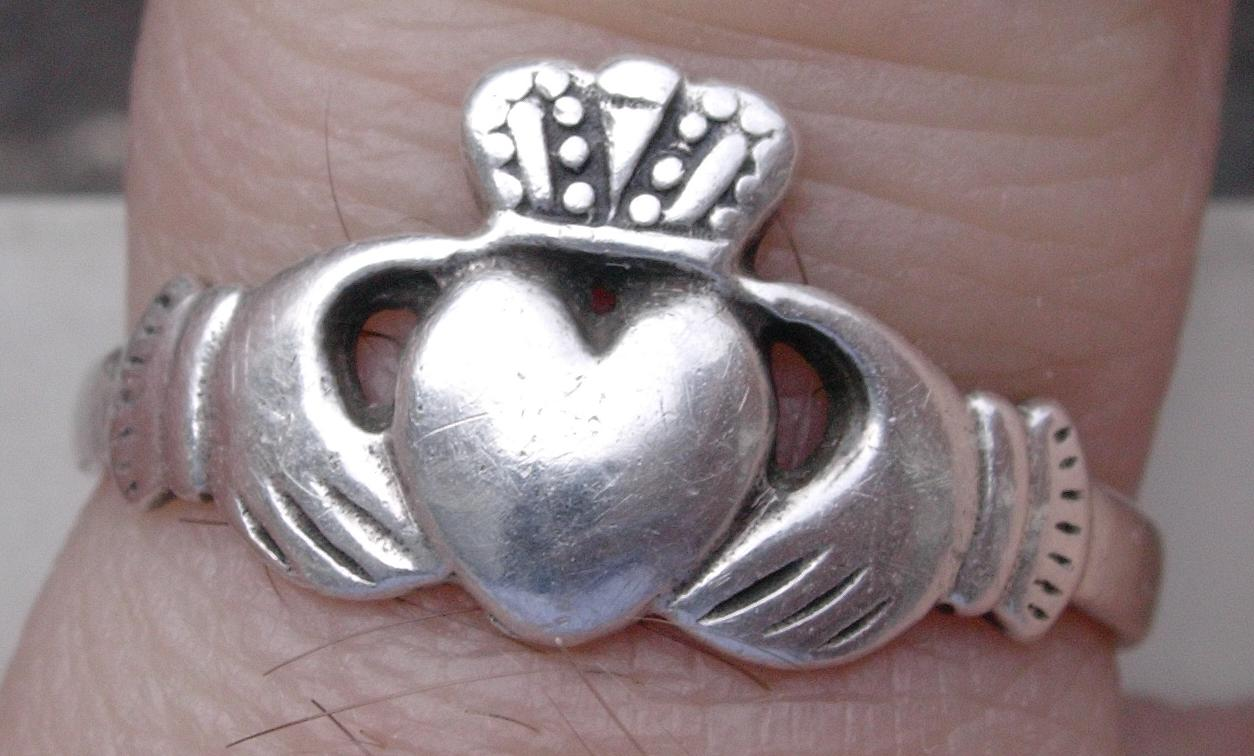
Claddagh Ring.

El anillo de Claddagh tiene su origen hace 300 años en una antigua aldea pesquera en Claddagh, a las afueras de la ciudad de Galway, en la costa oeste de Irlanda, donde por primera vez fue fabricado y diseñado en el siglo XVII. Se entrega como símbolo de noviazgo, amor o como anillo de compromiso. 

## Leyenda
La leyenda cuenta que un hombre de Galway, llamado Richard Joyce, emigró a las Indias Orientales para trabajar con la esperanza de casarse con su amada a su regreso. Sin embargo, el barco fue capturado durante la travesía y Joyce, fue vendido como esclavo a un orfebre musulmán de Argelia, donde aprendió este oficio.
Cuando el rey Guillermo III subió al trono, solicitó a los musulmanes la liberación de todos los prisioneros británicos. En consecuencia, Richard Joyce quedó en libertad tras 14 años de cautiverio. El joyero había adquirido tal respeto por Richard que le ofreció la mitad de su fortuna y a su hija en matrimonio si se quedaba con él, pero renunció y volvió a su hogar para casarse con su amada.
Durante todo ese tiempo no olvidó a su novia, y diseñó un anillo como símbolo de su amor por ella. El Claddagh se caracteriza por la simbología que lleva implícita: dos manos que rodean un corazón, complementado con una corona es la expresión del amor verdadero o de la amistad eterna. El corazón simboliza el amor; las manos, la amistad; y la corona la lealtad y fidelidad. También se ha de destacar el lema del mismo: Let love and friendship reign ('que reinen la amistad y el amor').

## Formas de uso
El anillo Claddagh es un artículo de la joyería irlandesa tradicional, que se compone de dos manos que simbolizan la amistad; un corazón que simboliza el amor y una corona que simboliza la lealtad. Con frecuencia se emplea como un anillo de matrimonio o más ocasionalmente como una pieza de joyería llamativa. Según la tradición, así es como se utiliza el anillo Claddagh, ya sea si se decide darle un significado romántico como si es para mostrarlo de una manera menos tradicional.
Antes del matrimonio:
1. Se usa el anillo en el dedo anular de la mano derecha. Antes de casarse, el anillo debe emplearse en la mano derecha, en lugar de en la izquierda. Usarlo en el dedo anular indica que se está románticamente dispuesto, pero que todavía no se ha encontrado a la persona con la que se va a casar la persona.
2. Se utiliza el anillo con el corazón mirando hacia afuera para indicar que se es soltero. El corazón debe apuntar hacia el extremo del dedo, en lugar del centro de la mano, y la corona debe apuntar hacia adentro. Esto le indica al mundo que se está abierto a encontrar el amor y que el corazón está disponible para otra persona.
3. Se emplea el anillo con el corazón mirando hacia dentro para indicar que se sale con alguien. Cuando uno encuentre a alguien especial y se  comprometa a salir con esa persona, debe voltear el anillo para que el corazón apunte hacia el centro de la mano. Esto indica que el corazón no está disponible actualmente. Sin embargo, debe dejarse el anillo en tu dedo anular derecho, ya que todavía no estás casado.

Después del compromiso:
1. Se usa el anillo en el dedo anular de la mano izquierda. Utilizar un anillo en este dedo es un símbolo tradicional de compromiso o matrimonio en muchas culturas y la cultura irlandesa lo adopta también. Cuando se lleva un anillo Claddagh en el dedo anular izquierdo es una señal de que se ha encontrado a la persona con la que uno quiere casarse.
2. Se emplea el anillo con el corazón mirando hacia afuera para indicar que se está comprometido. Antes de decir los votos, se puede usar el anillo como un anillo de compromiso. El corazón mirando hacia afuera indica que alguien está comprometido, pero que todavía no se ha casado.
3. Utilizar el anillo con el corazón mirando hacia adentro indica que se está casado. Muchos irlandeses se ponen el anillo Claddagh como un anillo de matrimonio. El corazón mirando hacia adentro indica que se vive una relación permanente. El anillo se voltea durante la ceremonia de matrimonio.

Otros significados
1. Puede utilizarse el anillo para mostrar su herencia cultural. Muchos irlandeses se ponen anillos Claddagh como un símbolo de su legado cultural, y no para mostrar una situación romántica. Los anillos Claddagh pueden emplearse en cualquier dedo y pueden voltearse en cualquier dirección, lo que sea más cómodo para la persona que lleva el anillo. Algunas personas cuelgan anillos Claddagh en las cadenas de un collar, en lugar de usarlos en los dedos. Los anillos Claddagh también pueden emplearse en los brazaletes o llevarse en el bolsillo como un amuleto.
2. Igualmente, se puede llevar el anillo para recodar a alguien especial. Los anillos Claddagh son regalos significativos para amigos y familiares, ya sea que se involucre o no el romance en la ecuación. Si alguien recibe un anillo Claddagh como un regalo y preferiría no usarlo para indicar su situación romántica, está bien emplearlo del modo en que quiera